# Julia Crawford Ivers
Julia Crawford Ivers (ur. 1867 w Los Angeles, zm. 1930 tamże) – amerykańska producentka, scenarzystka i reżyserka epoki kina niemego.
Ponieważ starała się unikać mediów i rozgłosu, o jej życiu wiadomo niewiele. W przemyśle filmowym pracowała od 1910 r., kiedy to podjęła pracę dla studia Pallas Pictures, którego współwłaścicielem był jej mąż Oliver Ivers. W studiu tym zajmowała się m.in. pisaniem scenariuszy, ale też wieloma innymi pracami (według jej własnej relacji robiła w studiu niemal wszystko oprócz zamiatania). W latach 1915–1917 nadzorowała produkcję w Bosworth Studios, zajmowała się tam także reżyserią, pisaniem scenariuszy i zarządzaniem finansami.
W następnych latach była producentką w Phoplay Company a następnie w Famous Players-Lasky/Paramount zajmowała się reżyserią, produkcją i montażem. Ostatnim wyreżyserowanym przez nią filmem był The White Flower (powstanie 1922, premiera 1923 r.). Po tym filmie porzuciła pracę dla wielkich wytwórni i zaczęła pisać scenariusze jako wolny strzelec. W latach 1916–1922 współpracowała z Williamem Desmondem Taylorem (wspólnie stworzyli ok. 20 filmów). Kiedy ten został zamordowany, Crawford była jedną z podejrzanych. Opublikowała wtedy artykuł, w którym krytykowała tych, którzy w tym kontekście oczerniali jej imię. Ostatecznie zabójstwo Taylora pozostało niewyjaśnione.

## Wybrana filmografia

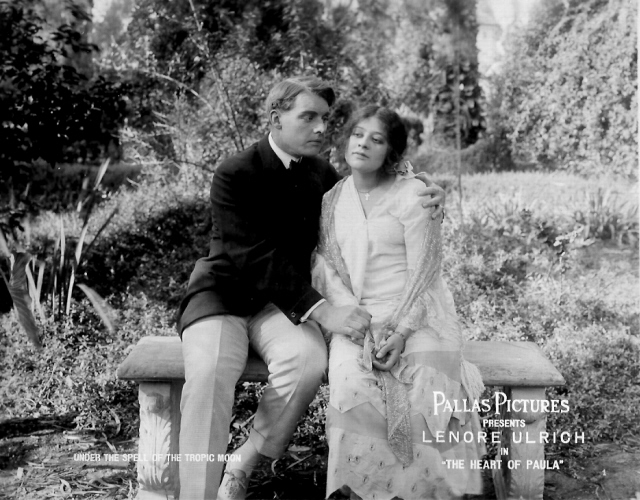
Kadr z filmu "The Heart of Paula", współreżyserowanego przez Crawford Ivers

Opracowano na podstawie materiału źródłowego.
Produkcja
- Gentelman from Indiana (1915)
- As Men Love (1917)
- Bond Between (1917)
- Spirit of Romance (1917)
- Wax Model (1917)

Reżyseria
- The Majesty of the Law (1915)
- Nearly a Lady (1915)
- The Rugmaker's Daughter (1915)
- Call of the Cumberlands (1916)